# Ovčárenský potok (přítok Vlkavy)
Ovčárenský potok je levostranný přítok říčky Vlkavy v okresech Nymburk a Mladá Boleslav, ve Středočeském kraji. Délka toku činí 6 km. Plocha povodí měří 6,8 km².

## Průběh toku
Potok pramení zsz. od obce Seletice (1,8 km) v místě zvaném Přední Zákopy, v oblasti Svatojiřský les (Přírodní park Jabkenicko). Potok napájí pět rybníků: Ženský, Hluboký, Malopěčický, Oborní, Obecní. Má celkem pěr bezejmenných přítoků: pravobřežní přítok nad Ženským rybníkem, levobřežní přítok mezi Ženským a Hlubokým rybníkem, levobřežní přítok mezi Oborním a Obecním rybníkem, pravobřežní přítok v místě zvaném U Bažantnice a levobřežní, zřejmě odvodňovací polní kanál za Bažantnicí. Nakonec se potok vlévá do Vlkavy na hranici obce Pěčice před Mlýnským rybníkem. Ovčárenský potok protéká první polovinou své délky lesním porostem a druhou polovinou v polích. Část toku je regulována.

## Fotogalerie

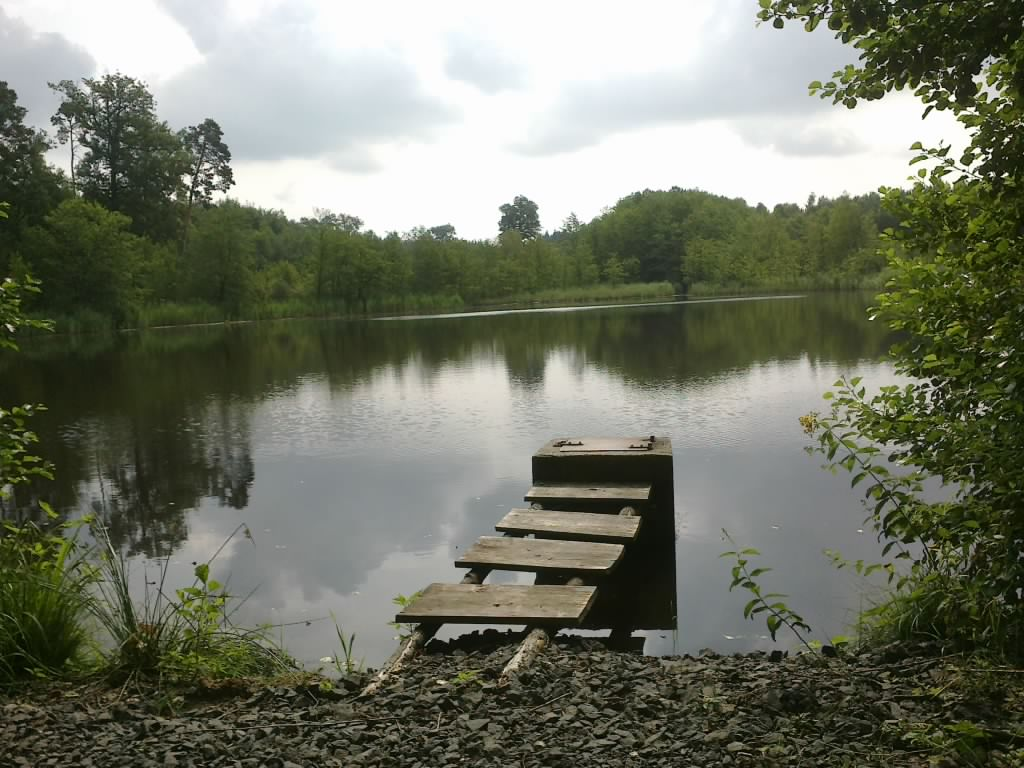
Hluboký rybník
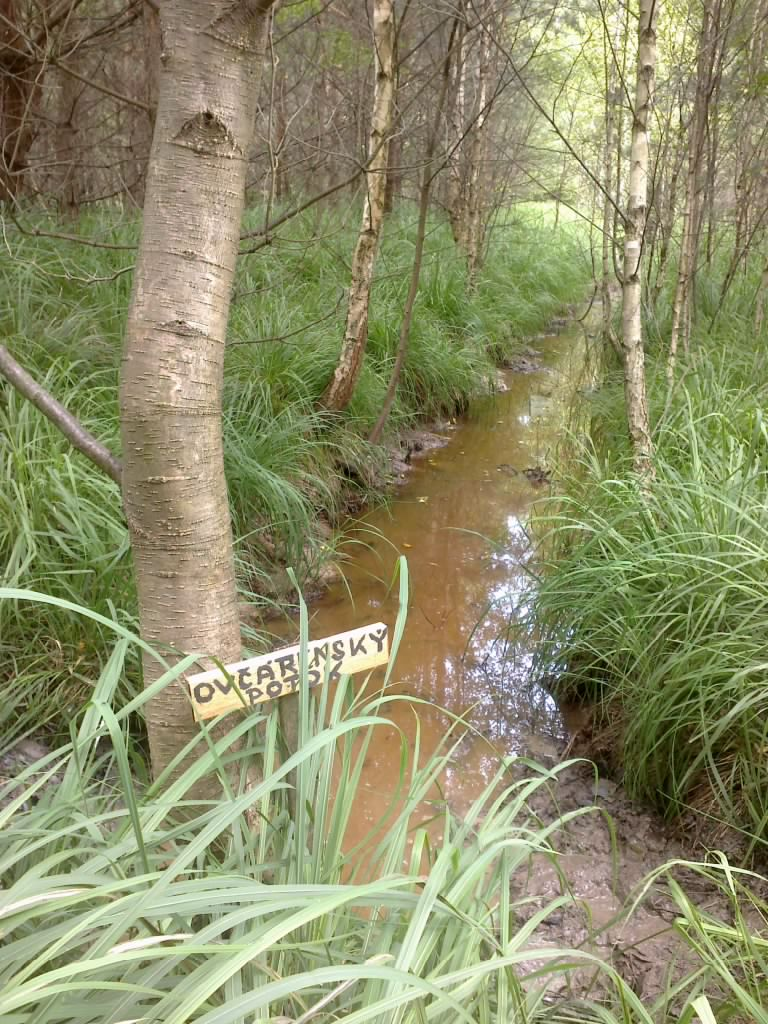
Pramen Ovčárenského p.
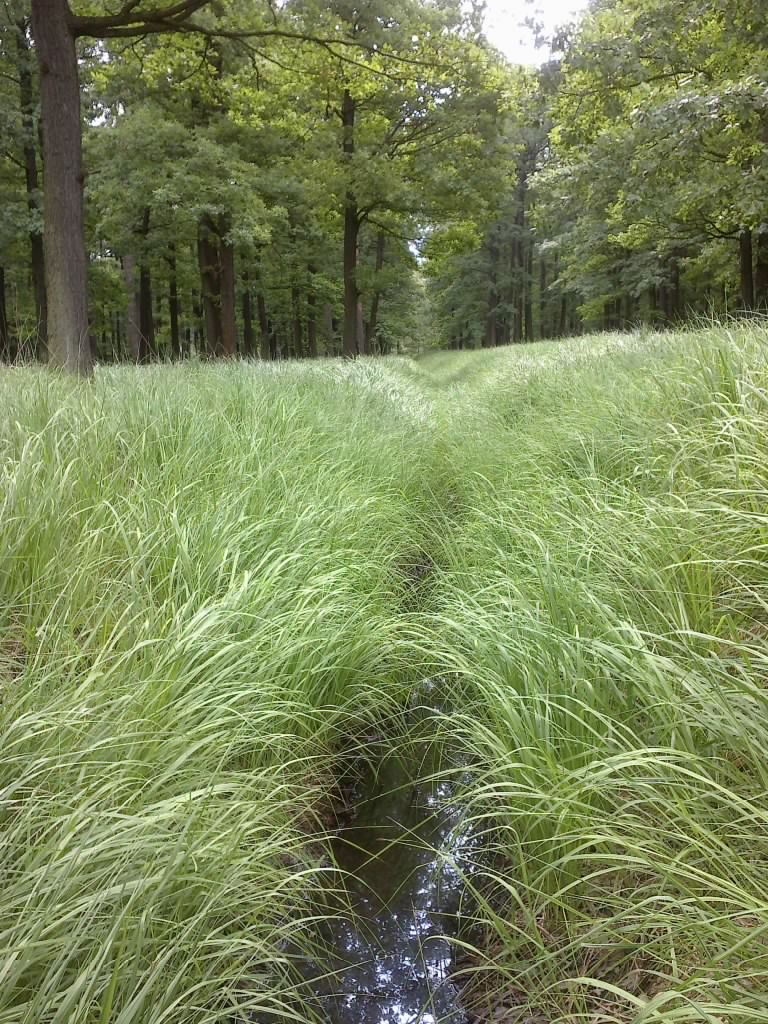
Ovčárenský p. pod pramenem